# Episodi di Di Gi Charat
Di Gi Charat (デ・ジ･キャラット?, De Ji Kyaratto) è un anime tratto dal manga omonimo di Koge-Donbo e prodotto in numerose stagioni a partire dal 1999.
Le stagioni sono presentate in ordine di continuità temporale della trama e non per anno di produzione.

## Panyo Panyo Di Gi Charat
Antefatto prodotto nel 2002 in 48 episodi di 6 minuti ciascuno, alcuni dei quali presenti solamente nell'edizione DVD
| Nº | Titolo italiano (traduzione letterale) Giapponese 「Kanji」 - Rōmaji                                          | In onda           | In onda |
| Nº | Titolo italiano (traduzione letterale) Giapponese 「Kanji」 - Rōmaji                                          | Giapponese        |         |
| 1  | La prima storia, nyo! 「さいしょのお話にょ！」 - Saisho no ohanashi nyo!                                      | 5 gennaio 2002    |         |
| 2  | Un misterioso negozio di torte, nyo! 「ふしぎなケーキ屋さんにょ！」 - Fushigina kēki-ya-san nyo!              | 12 gennaio 2002   |         |
| 3  | Andiamo a catturare un ladro di gatti, nyo! 「ドロボウ猫をつかまえるにょ！」 - Dorobou neko o tsukamaeru nyo! | 19 gennaio 2002   |         |
| 4  | Chi è il migliore, nyo? 「一番よいこはだれかにょ？」 - Ichiban yoi ko wa dare ka nyo?                         | 26 gennaio 2002   |         |
| 5  | Diventa una stella, nyo! 「めざせ！スターにょ！」 - Mezase! Sutā nyo!                                         | 2 febbraio 2002   |         |
| 6  | Essere un'attrice è difficile, nyo! 「女優さんってたいへんにょ！」 - Joyū-san tte taihen nyo!                 | 9 febbraio 2002   |         |
| 7  | Diventerò una brava attrice, nyo! 「りっぱな女優になるんだにょ！」 - Rippana joyū ni narunda nyo!             | 16 febbraio 2002  |         |
| 8  | Lascia a me l'ultima scena, nyo! 「ラストシーンはおまかせにょ！」 - Rasutoshīn wa omakase nyo!                | 23 febbraio 2002  |         |
| 9  | Il rumoroso suonatore delle campane, nyo! 「バタバタ時報屋さんにょ！」 - Batabata jihō-ya-san nyo!            | 2 marzo 2002      |         |
| 10 | 「芸術ってたいへんにょ！」 - Geijutsu ttetaihennyo!                                                           | 9 marzo 2002      |         |
| 11 | 「魔法のドレスでパーティーにょ！」 - Mahō no doresu de patei nyo!                                             | 16 marzo 2002     |         |
| 12 | 「たのしい時間をつくるにょ！」 - Tanoshii jikan wo tsuku runyo!                                               | 23 marzo 2002     |         |
| 13 | 「怪盗デ・ジ・キャラット団参上にょ！」 - Kaitō De Ji Kyaratto dan sanjō nyo!                                  | 30 marzo 2002     |         |
| 14 | 「キレイなものってなにかにょ？」 - Kirei namonotte nani kanyo?                                                | 8 aprile 2002     |         |
| 15 | 「イルカさんきゅうしゅつ大作戦にょ！」 - Iruka sankyū shutsu daisakusen nyo!                                  | 15 aprile 2002    |         |
| 16 | 「デ・ジ・キャラット団の大ピンチにょ！」 - De Ji Kyaratto dan no dai pinchi nyo!                              | 22 aprile 2002    |         |
| 17 | 「よーほー海賊でじこだにょ！」 - Yo ho kaizoku Dejiko danyo!                                                  | 29 aprile 2002    |         |
| 18 | 「お宝さがしで大冒険にょ！」 - O takara sagashide daibōken nyo!                                               | 6 maggio 2002     |         |
| 19 | 「登場！海の王様にょ！」 - Tōjō! Umi no ōsama nyo!                                                            | 13 maggio 2002    |         |
| 20 | 「お宝はだれのものにょ?!」 - O takara hadare no mononyo?!                                                     | 20 maggio 2002    |         |
| 21 | 「ぱにょぱにょマシン猛レースにょ！」 - Panyo panyo mashin takeshi resu nyo!                                   | 27 maggio 2002    |         |
| 22 | 「モーレツ！ブタさんレースだにょ！」 - Moretsu! Buta san resu danyo!                                          | 3 giugno 2002     |         |
| 23 | 「愛とガイドで川くだりにょ！」 - Ai to gaido de kawa kudarinyo!                                               | 10 giugno 2002    |         |
| 24 | 「タマゴでけっちゃく！決勝戦にょ！」 - Tamago dekecchaku! Kesshōsen nyo!                                      | 17 giugno 2002    |         |
| 25 | 「きえた!?ドーナツ事件にょ！」 - Kieta!? Donatsu jiken nyo!                                                   | 24 giugno 2002    |         |
| 26 | 「おばけ館で大そうどうにょ！」 - Obake kan de taiso udōnyo!                                                   | 1º luglio 2002    |         |
| 27 | 「ごめんなさいがいいたいにょ！」 - Gomennasai gai itainyo!                                                    | 8 luglio 2002     |         |
| 28 | 「せんにゅう！オバケマンションにょ！」 - Sennyū! Obake manshon nyo!                                           | 15 luglio 2002    |         |
| 29 | 「ねらわれたでじこ姫にょ！」 - Nerawareta Dejiko hime nyo!                                                    | 22 luglio 2002    |         |
| 30 | 「恋のワンワン物語にょ！」 - Koi no wanwan monogatari nyo!                                                    | 29 luglio 2002    |         |
| 31 | 「ボディガードより愛をこめてにょ！」 - Bodeigado yori ai wokometenyo!                                         | 5 agosto 2002     |         |
| 32 | 「デ・ジ・キャラット星へようこそにょ！」 - De Ji Kyaratto hoshi heyōkosonyo!                                  | 12 agosto 2002    |         |
| 33 | 「王子様のお相手はおばあさんにょ!?」 - Ōjisama noo aite haobaa sannyo!?                                       | 19 agosto 2002    |         |
| 34 | 「笛吹き合戦！嵐をよぶにょ！」 - Fuefuki kassen! Arashi woyobunyo!                                            | 26 agosto 2002    |         |
| 35 | 「おかしの家にようこそにょ！」 - Okashino ie niyōkosonyo!                                                     | 2 settembre 2002  |         |
| 36 | 「気合でへんしん!?人魚姫にょ！」 - Kiai dehenshin!? Ningyohime nyo!                                           | 9 settembre 2002  |         |
| 37 | 「ワナ！ワナ？こねこレスキュー隊にょ！」 - Wana! Wana? Koneko resukyu tai nyo!                                | 16 settembre 2002 |         |
| 38 | 「火の用心は火事のもとにょ！」 - Hi no yōjin ha kaji nomotonyo!                                               | 23 settembre 2002 |         |
| 39 | 「ガンコおじいさんの宝物にょ！」 - Ganko ojii san no takaramono nyo!                                          | 30 settembre 2002 |         |
| 40 | 「ずっとずっと守ってあげるにょ！」 - Zutto zutto mamotte agerunyo!                                            | non trasmesso     |         |
| 41 | 「優勝！おひるね？駅伝にょ!?」 - Yūshō! Ohirune? Ekiden nyo!?                                                 | non trasmesso     |         |
| 42 | 「かがやけ勝利の一番星にょ！」 - Kagayake shōri no ichiban hoshi nyo!                                         | non trasmesso     |         |
| 43 | 「ケガとシュートと約束にょ！」 - Kega to shuto to yakusoku nyo!                                               | non trasmesso     |         |
| 44 | 「サーブ！レシーブ！大バクハツにょ！」 - Sabu! Reshibu! Dai bakuhatsu nyo!                                    | non trasmesso     |         |
| 45 | 「どーなるどーする!?クリスマスにょ！」 - Do narudo suru!? Kurisumasu nyo!                                     | 27 marzo 2003     |         |
| 46 | 「ふしぎな手作りプレゼントにょ！」 - Fushigi na tedukuri purezento nyo!                                       | 27 marzo 2003     |         |
| 47 | 「デジデビルの逆襲にょ！」 - Dejidebiru no gyakushū nyo!                                                      | 3 aprile 2003     |         |
| 48 | 「ぱにょぱにょクリスマスパーティーにょ！」 - Panyopanyo Kurisumasu Patei nyo!                                 | 3 aprile 2003     |         |

## Di Gi Charat
La serie originale, prodotta nel 1999 in 16 episodi di 3 minuti ciascuno e trasmessi giornalmente a partire dal 29 novembre 1999.
| Nº | Titolo italiano (traduzione letterale) Giapponese 「Kanji」 - Rōmaji                   | In onda          | In onda |
| Nº | Titolo italiano (traduzione letterale) Giapponese 「Kanji」 - Rōmaji                   | Giapponese       |         |
| 1  | È arrivata Dejiko, nyo 「でじこが来たにょ」 - Dejiko ga kita nyo                       | 29 novembre 1999 |         |
| 2  | Chiamatemi Rabi-En-Rose 「ラビ・アン・ローズと呼びなさい」 - Rabi en Rose to tobinasai | 30 novembre 1999 |         |
| 3  | Un negozio sinistro? 「こわいお店?」 - Kowai omise?                                    | 1º dicembre 1999 |         |
| 4  | Cos'è quello? 「何だこいつ?」 - Nan da koitsu?                                         | 2 dicembre 1999  |         |
| 5  | Il signor capelli lunghi 「ロン毛さん」 - Ron ge san                                   | 6 dicembre 1999  |         |
| 6  | Bukimi buu 「ぶきみブー」 - Bukimi bū                                                  | 7 dicembre 1999  |         |
| 7  | Gema, Gema pssshuuu... 「ゲマゲマプシュー」 - Gema Gema pushū                          | 8 dicembre 1999  |         |
| 8  | I raggi non funzionano, nyu... 「ビームが出ないにゅ…」 - Biimu ga denai nyu...         | 9 dicembre 1999  |         |
| 9  | Romantico in modo particolare 「それなりにロマンチック」 - Sorenari ni romantikku      | 13 dicembre 1999 |         |
| 10 | Falsa Dejiko! 「ニセでじこ現る!」 - Nise Dejiko arawaru!                               | 14 dicembre 1999 |         |
| 11 | Riso al vapore caldo 「ホカホカご飯」 - Hokahoka gohan                                 | 15 dicembre 1999 |         |
| 12 | L'attacco dei mostri 「怪獣・その他現る!」 - Kaijuu sonota arawaru!                    | 16 dicembre 1999 |         |
| 13 | Posseduta da uno spirito, nyo 「とりつかれたにょ～」 - Toritsukareta nyo~              | 20 dicembre 1999 |         |
| 14 | La visita dei teppisti 「暴れん坊がやって来た!」 - Abarenbō ga yattekita!              | 21 dicembre 1999 |         |
| 15 | Party Night 「PARTY NIGHT」 - PARTY NIGHT                                              | 22 dicembre 1999 |         |
| 16 | La grande esplosione di Usada 「うさだ大爆発」 - Usada daibakuhatsu                    | 23 dicembre 1999 |         |

## Di Gi Charat Nyo!
Serie prodotta nel 2004 in 104 episodi di 12 minuti ciascuno, trasmessi ogni settimana due alla volta a partire dal 6 aprile 2003.
| Nº  | Titolo italiano (traduzione letterale) Giapponese 「Kanji」 - Rōmaji                                                                                       | In onda           | In onda |
| Nº  | Titolo italiano (traduzione letterale) Giapponese 「Kanji」 - Rōmaji                                                                                       | Giapponese        |         |
| 1   | È Dejiko, nyo 「でじこだにょ」 - Dejiko da nyo | 6 aprile 2003     |         |
| 2   | Insieme a Puchiko, nyo? 「ぷちこと一緒かにょ？」 - Puchiko to issho ka nyo?                                                                                | 6 aprile 2003     |         |
| 3   | Il cellulare misterioso, nyo 「なぞのケータイにょ」 - Nazo no kētai nyo                                                                                    | 13 aprile 2003    |         |
| 4   | Non ti chiamerò Rabi-En-Rose, nyo 「ラ・ビ・アン・ローズとは呼ばないにょ」 - Rabi~En~Rozu to wa yobanai nyo                                                | 13 aprile 2003    |         |
| 5   | Puchiko al forno è deliziosa, nyu 「ぷちこ焼きおいしいにゅ」 - Puchiko-yaki oishii nyu                                                                     | 20 aprile 2003    |         |
| 6   | Dejiko è una principessa, nyo 「でじこはプリンセスにょ」 - Dejiko wa purinsesu nyo                                                                         | 20 aprile 2003    |         |
| 7   | Un giorno splendido per Usada, nyo 「華麗なる、うさだの一日にょ」 - Karei naru, Usada no ichinichi nyo                                                     | 27 aprile 2003    |         |
| 8   | Un bagno pubblico chiamato "Acqua calda giornaliera", nyo 「『日増し湯』ってお風呂屋さんにょ」 - (Imashi yu)tteo furoyasan nyo                             | 27 aprile 2003    |         |
| 9   | La scuola Bobo di Usada, nyo 「うさだの中学ボーボーにょ」 - Usada no chūgaku Bōbō nyo                                                                      | 4 maggio 2003     |         |
| 10  | Il negozio del mistero, nyo 「謎のお店にお使いにょ」 - Nazo no o mise ni o tsukai nyo                                                                      | 4 maggio 2003     |         |
| 11  | Il grande maestro della guerra, nyo 「あやとり名人戦にょ」 - Ayatori meijin-sen nyo                                                                        | 11 maggio 2003    |         |
| 12  | I bambini, nyo 「あまえん坊だにょ」 - Amaenbō da nyo | 11 maggio 2003    |         |
| 13  | La grande vendita al centro commerciale, nyo 「商店街で大売り出しにょ」 - Shōten-gai de ōuridashi nyo                                                      | 18 maggio 2003    |         |
| 14  | Uno spettacolo di musica, nyo 「大売り出しで歌謡ショーにょ」 - Ōuridashi de kayō shō nyo                                                                   | 18 maggio 2003    |         |
| 15  | Cugina o sorella, nyo 「いとこの姉ちゃんかにょ？」 - Itoko no nēchan ka nyo?                                                                               | 25 maggio 2003    |         |
| 16  | Gli spaventosi occhiali di Dejiko, nyo 「でじこメガネは怖いにょ～」 - Dejiko megane wa kowai nyo ~                                                         | 25 maggio 2003    |         |
| 17  | I dolci di Dejiko, nyo 「でじこの和菓子作りにょ」 - Dejiko no wagashi-zukuri nyo                                                                           | 1º giugno 2003    |         |
| 18  | Kiyoshi, sei grande, nyo 「きよし、スゴイにょ」 - Kiyoshi, sugoi nyo                                                                                       | 1º giugno 2003    |         |
| 19  | 「デロリン・チロちゃんにょ」 - Derorin chiro-chan nyo | 8 giugno 2003     |         |
| 20  | Sempre più caldo, nyo 「日増し湯から湧いたにょ」 - Himashi yu kara waita nyo                                                                               | 8 giugno 2003     |         |
| 21  | Le creature del santuario, nyo 「まんまる神社の生き物にょ」 - Manmaru jinja no ikimono nyo                                                                 | 15 giugno 2003    |         |
| 22  | Un picnic spaventoso, nyo 「怖いピクニックにょ～」 - Kowai pikunikku nyo ~                                                                                 | 15 giugno 2003    |         |
| 23  | È arrivato lo shopping via televisione, nyo 「商店街にテレビが来たにょ」 - Shōten-gai ni terebi ga kita nyo                                                | 22 giugno 2003    |         |
| 24  | Annunciata la classifica di Puchiko, nyo 「ぷちこランキング発表にゅ」 - Puchiko rankingu happyō nyu                                                        | 22 giugno 2003    |         |
| 25  | Come studia la principessa, nyo 「プリンセス修業はいい調子にょ」 - Purinsesu shūgyō wa ii chōshi nyo                                                       | 29 giugno 2003    |         |
| 26  | Hai nostalgia di casa, nyo? 「ホームシックかにょ？」 - Homushikku ka nyo?                                                                                  | 29 giugno 2003    |         |
| 27  | Il segreto della nascita 「ラビアン誕生の秘密」 - Rabian tanjō no himitsu                                                                                  | 6 luglio 2003     |         |
| 28  | Gli occhi che emettono raggi, nyo 「目からビームを出さないにょ」 - Me kara bīmu o dasanai nyo                                                              | 6 luglio 2003     |         |
| 29  | Usa la rosa, nyo 「あきはばらにお使いにょ」 - Aki wa bara ni o tsukai nyo                                                                                  | 13 luglio 2003    |         |
| 30  | La rosa di questa estate, nyo 「これが真夏のあきはばらにょ」 - Kore ga manatsu no Aki wa bara nyo                                                          | 13 luglio 2003    |         |
| 31  | Rinna? Qualcuno, nyo 「りんな?誰でしたかにょ」 - Rinna? Daredeshita ka nyo                                                                                 | 20 luglio 2003    |         |
| 32  | Il sonno di Rinna, nyo 「りんな眠りまくりにょ」 - Rinna nemuri makuri, nyo                                                                                 | 20 luglio 2003    |         |
| 33  | Arriva il festival dell'estate, nyo 「夏祭りがやって来るにょ」 - Natsu matsuri ga yattekuru nyo                                                            | 27 luglio 2003    |         |
| 34  | Infine il festival dell'estate, nyo 「いよいよ夏祭りにょ」 - Iyoiyo Natsu matsuri nyo                                                                      | 27 luglio 2003    |         |
| 35  | Spaventoso, nyo 「怖い話にょ～」 - Kowai hanashi nyo ~ | 3 agosto 2003     |         |
| 36  | Il dolore del museo, nyo 「ウジャジャ館の憂鈴ちゃんにょ」 - Ujaja-kan no u Rin-chan nyo                                                                    | 3 agosto 2003     |         |
| 37  | La cattura di Aqua, nyo 「アクアちゃんが釣れたにょ」 - Akua-chan ga tsureta nyo                                                                            | 10 agosto 2003    |         |
| 38  | L'estate d'amore nel mare! 「海で恋の夏！スフ～ンゲマ」 - Umi de koi no natsu! Sufu ~ ngema                                                                | 10 agosto 2003    |         |
| 39  | Dejiko appare in un film, nyo 「でじこ、映画に出演するにょ」 - Dejiko, eiga ni shutsuen suru nyo                                                           | 17 agosto 2003    |         |
| 40  | Akari e la star, nyo 「あかりと共演するにょ」 - Akari to kyōen suru nyo                                                                                    | 17 agosto 2003    |         |
| 41  | La sua nascita, nyo 「さしすせそが生まれたにょ」 - Sa shisu se-so ga umareta nyo                                                                           | 24 agosto 2003    |         |
| 42  | Una sfida per Dejiko, nyo 「でじこフリマに挑戦にょ」 - Dejiko furima ni chōsen nyo                                                                         | 24 agosto 2003    |         |
| 43  | Dejiko protegge la notte, nyo 「でじこを守るナイトだにょ」 - Dejiko o mamoru naito da nyo                                                                  | 31 agosto 2003    |         |
| 44  | Arriva la mamma, nyo 「母様が来たにょ」 - Haha-sama ga kita nyo                                                                                            | 31 agosto 2003    |         |
| 45  | L'invasione aliena, nyo 「宇宙人襲来にょ」 - Uchū-jin shūrai nyo                                                                                           | 7 settembre 2003  |         |
| 46  | Puchiko trova la felicità, nyo 「ぷちこ、幸せを探すにゅ」 - Puchiko, shiawase o sagasu nyu                                                                 | 7 settembre 2003  |         |
| 47  | Mike e il pesce gigante, nyo 「みけとデカ魚現れたにょ」 - Mike to Deka-gyo arawareta nyo                                                                   | 14 settembre 2003 |         |
| 48  | Dammi la canna da pesca leggendario, nyo 「伝説の竿が欲しいにょ」 - Densetsu no sao ga hoshii nyo                                                          | 14 settembre 2003 |         |
| 49  | È divertente cercare i funghi, nyo 「きのこ狩りは楽しいにょ」 - Kinoko kari wa tanoshii nyo                                                                | 21 settembre 2003 |         |
| 50  | La fine del negozio di giocattoli, nyo? 「おもちゃんが無くなるにょ？」 - Omocha n ga nakunaru nyo?                                                         | 21 settembre 2003 |         |
| 51  | Magico mistico tour, nyo 「マジカノミステキーツアーにょ」 - Majika no misutekī tsuā nyo                                                                    | 28 settembre 2003 |         |
| 52  | Dejiko torna a casa, nyo 「でじこ帰るにょ」 - Dejiko kaeru nyo                                                                                             | 28 settembre 2003 |         |
| 53  | Piyoko è il capo malefico, nyo 「ぴよこは悪の首領にょ」 - Piyoko ha aku no shuryō nyo                                                                      | 5 ottobre 2003    |         |
| 54  | Abbreviamo il nome in Bu-Ge Gang, nyo (non abbreviarlo!) 「略してブゲ団にょ（略すな!)」 - Ryakushite buge-dan nyo (ryakusu na!)                            | 5 ottobre 2003    |         |
| 55  | Arriva il signor Kareita, nyo 「華麗田さんが来るにょ」 - Kareita-san ga kuru nyo                                                                           | 12 ottobre 2003   |         |
| 56  | Il signor Kareita è nei guai, nyo 「華麗田さんピンチにょ」 - Kareita-san pinchi nyo                                                                        | 12 ottobre 2003   |         |
| 57  | Dejiko è la numero uno, nyo! 「ナンバー1はでじこにょ！」 - Nanbā 1 ha Dejiko nyo!                                                                          | 19 ottobre 2003   |         |
| 58  | Innamorarsi del fascio dell'occhio, nyu 「目からビームは憧れにゅ」 - Me kara bimu ha akogare nyu                                                           | 19 ottobre 2003   |         |
| 59  | Lavorando part-time al negozio Qualcosa-o-altro, nyo 「何か屋でアルバイトにょ」 - Nanika ya de arubaito nyo                                                | 26 ottobre 2003   |         |
| 60  | Yasushi VS Rik, una misteriosa resa dei conti, nyo 「やすし対リク、謎の対決にょ」 - Yasushi tai Riku, nazo no taiketsu nyo                                 | 26 ottobre 2003   |         |
| 61  | Arriva un asteroide, nyo 「小惑星が激突にょ」 - Shōwakusei ga gekitotsu nyo                                                                                | 2 novembre 2003   |         |
| 62  | Il milionario di paglia di Dejiko, nyo 「でじこのわらしべ長者にょ」 - Dejiko no warashibe chōja nyo                                                        | 2 novembre 2003   |         |
| 63  | Una visita da un antenato, nyo 「ご先祖様がやってきたにょ」 - Go senzo-sama ga yattekita nyo                                                               | 9 novembre 2003   |         |
| 64  | Dejiko splendente, nyo 「でじこキラキラにょ～」 - Dejiko kirakira nyo~                                                                                     | 9 novembre 2003   |         |
| 65  | La Bu-Ge Gang ricerca Puchiko, nyo (non accorciarlo!) 「ブゲ団ぷちこを狙うにょ(略すな!)」 - Buge-dan Puchiko wo nerau nyo (ryakusu na!)                    | 16 novembre 2003  |         |
| 66  | La Bu-Ge Gang ricerca Usada, nyo (ho detto di non accorciarlo!) 「ブゲ団うさだを狙うにょ(略すなってば！)」 - Buge-dan Usada o nerau nyo (ryakusu natteba!) | 16 novembre 2003  |         |
| 67  | Il diabolico oggetto di Puchiko, nyo 「ぴよこの極悪アイテムにょ」 - Piyoko no gokuaku aitemu nyo                                                           | 23 novembre 2003  |         |
| 68  | Cos'è esattamente un Di Gi Charat? 「デ･ジ･キャラットとは何ですか」 - De Ji Kyaratto to wa nani desuka                                                     | 23 novembre 2003  |         |
| 69  | Alla ricerca di Kiyoshi, nyo 「キヨシを探すにょ」 - Kiyoshi o sagasu nyo                                                                                   | 30 novembre 2003  |         |
| 70  | Una brutta sensazione, nyo 「ワルイ予感にご招待にょ」 - Warui yokan ni go shōtai nyo                                                                       | 30 novembre 2003  |         |
| 71  | Le ragazze con le orecchie da coniglio nel Paese delle Meraviglie 「不思議の国のウサ耳ちゃん」 - Fushigi no kuni no usamimi-chan                           | 7 dicembre 2003   |         |
| 72  | Anche Dejiko vuole le orecchie da coniglio, nyo 「でじこもウサ耳欲しいにょ」 - Dejiko mo usamimi hoshii nyo                                                | 7 dicembre 2003   |         |
| 73  | Una gita ad Akihabara per la fine dell'anno 「年末あきはばらに行くにょ」 - Nenmatsu Akihabara ni iku nyo                                                   | 14 dicembre 2003  |         |
| 74  | Sette ragazze ad Akihabara, nyo 「あきはばら７人娘にょ」 - Akihabara 7-nin musume nyo                                                                      | 14 dicembre 2003  |         |
| 75  | Shopping di Natale, nyo 「商店街もクリスマスにょ」 - Shōten-gai mo kurisumasu nyo                                                                          | 21 dicembre 2003  |         |
| 76  | Aiutare Babbo Natale, nyo 「サンタさんのお手伝いにょ」 - Santa-san no otetsudai nyo                                                                        | 21 dicembre 2003  |         |
| 77  | Troviamo la porta d'oro, nyo 「金色の扉を探すにょ」 - Kin'iro no tobira o sagasu nyo                                                                       | 28 dicembre 2003  |         |
| 78  | Possiamo davvero trovare la porta d'oro, nyo? 「扉の向こうに行けるかにょ？」 - Tobira no mukō ni ikeru ka nyo?                                             | 28 dicembre 2003  |         |
| 79  | La scuola delle principesse, nyo 「プリンセススクールに入学にょ」 - Purinsesu sukūru ni nyūgaku nyo                                                        | 4 gennaio 2004    |         |
| 80  | Usada, la principessa Bo-Bo, nyo 「うさだボーボープリンセスにょ」 - Usada bōbō purinsesu nyo                                                               | 4 gennaio 2004    |         |
| 81  | Pranzo felice, nyo 「給食はうれしいにょ～」 - Kyūshoku wa ureshii nyo~                                                                                     | 11 gennaio 2004   |         |
| 82  | Sono arrabbiata 「プリプリブー結成よ」 - Puripuribū kessei yo                                                                                              | 11 gennaio 2004   |         |
| 83  | Lezioni private, nyo 「課外授業にお出かけにょ」 - Kagai jugyō ni odekake nyo                                                                               | 18 gennaio 2004   |         |
| 84  | È arrivato il principe! 「プリンスくん登場さ！」 - Purinsu-kun tōjō sa!                                                                                    | 18 gennaio 2004   |         |
| 85  | Il negozio di costumi, nyo 「商店街着ぐるみ大会にょ」 - Shōtengai gi gurumi taikai nyo                                                                     | 25 gennaio 2004   |         |
| 86  | Ho bisogno di comportarmi come una principessa, nyo 「自習時間もプリンセスにょ」 - Jishū jikan mo purinsesu nyo                                            | 25 gennaio 2004   |         |
| 87  | Una lezione d'eleganza, nyo 「華麗なる宿題にょ」 - Karei naru shukudai nyo                                                                                 | 1º febbraio 2004  |         |
| 88  | È nata la band musicale delle principesse, nyo 「プリンセスユニット誕生かにょ」 - Purinsesu yunitto tanjō ka nyo                                           | 1º febbraio 2004  |         |
| 89  | Rodo P ad Akihabara, nyo 「ロドP試写会あきはばらにょ」 - Rodo P shisha-kai Akihabara nyo                                                                   | 8 febbraio 2004   |         |
| 90  | La squadra del re orso ad Akihabara, nyo 「クマキンブゲ団あきはばらにょ」 - Kumakinbuge-dan Akihabara nyo                                                  | 8 febbraio 2004   |         |
| 91  | Proteggere il cioccolato di San Valentino, nyo 「バレンタインのチョコを守るにょ」 - Barentain no choko o mamoru nyo                                        | 15 febbraio 2004  |         |
| 92  | Grazie, ragazzo misterioso, nyo 「ふしぎくんにありがとにょ」 - Fushigi-kun ni arigato nyo                                                                  | 15 febbraio 2004  |         |
| 93  | Il lavoro di Akari, nyo 「あかりの仕事場に行くにょ」 - Akari no shigotoba ni iku nyo                                                                       | 22 febbraio 2004  |         |
| 94  | La montagna innevata, nyo 「雪山でヤッホッホーにょ」 - Yuki yama de yahhohhō nyo                                                                           | 22 febbraio 2004  |         |
| 95  | Il trasferimento di una nuova principessa, nyo 「プリンセス転校生が来るにょ」 - Purinsesu tenkōsei ga kuru nyo                                             | 29 febbraio 2004  |         |
| 96  | Che cosa fa il fascio dagli occhi, nyo? 「目からビームはおしまいかにょ？」 - Mekara beam wa ashimai ka nyo?                                                | 29 febbraio 2004  |         |
| 97  | Sulla strada di casa, nyo 「帰り道で寄り道にょ」 - Kaerimichi de yorimichi nyo                                                                             | 7 marzo 2004      |         |
| 98  | Il viaggio brillante di Dejiko, nyo 「でじこの華麗な旅にょ」 - Dejiko no kareina tabi nyo                                                                  | 7 marzo 2004      |         |
| 99  | Le sette meraviglie della scuola delle principesse 「プリンセススクール七不思議にょ」 - Purinsesu sukūru nana fushigi nyo                                  | 14 marzo 2004     |         |
| 100 | Lo shopping della scuola delle principesse, nyo 「商店街にプリンススクールにょ」 - Shōten-gai ni purinsesu kūru nyo                                        | 14 marzo 2004     |         |
| 101 | Sentirsi una sorellina, nyo 「ちょっとだけお姉さん気分にょ」 - Chotto dake o nēsan kibun nyo                                                               | 21 marzo 2004     |         |
| 102 | Il saggio di Dejiko, nyo 「でじこの作文発表にょ」 - Dejiko no sakubun happyō nyo                                                                           | 21 marzo 2004     |         |
| 103 | Il festival della scuola delle principesse, nyo 「プリンセススクール学園祭にょ」 - Purinsesu sukūru gakuen-sai nyo                                         | 28 marzo 2004     |         |
| 104 | Di Gi Charat torna sulla sua stella, nyo 「デ・ジ・キャラット星に帰るにょ」 - De Ji Kyaratto hoshi ni kaeruhoshi ni kaeru nyo                              | 28 marzo 2004     |         |

## Di Gi Charat Summer Special
Serie del 2000 di quattro episodi trasmessi in coppia il 22 e il 23 agosto 2000.
| Nº | Titolo italiano (traduzione letterale) Giapponese 「Kanji」 - Rōmaji                              | In onda        | In onda |
| Nº | Titolo italiano (traduzione letterale) Giapponese 「Kanji」 - Rōmaji                              | Giapponese     |         |
| 1  | Arriva Piyoko, nyo 「ぴよこが来たにょ」 - Piyoko ga kita nyo                                      | 22 agosto 2000 |         |
| 2  | Sono i membri della Black Gema Gema Gang, nyo 「ブラックゲーマーズだにょ」 - Burakkugēmāzu da nyo | 22 agosto 2000 |         |
| 3  | Il ritorno del bambino pestifero 「帰ってきた暴れん坊」 - Kaette kita abarenbō                    | 23 agosto 2000 |         |
| 4  | L'insetto estivo 「夏の虫」 - Natsu no mushi                                                      | 23 agosto 2000 |         |

## Di Gi Charat Christmas Special
Singolo episodio del 2000 della durata di 23 minuti, trasmesso nel dicembre del 2000.
| Nº | Titolo italiano (traduzione letterale) Giapponese 「Kanji」 - Rōmaji                                           | In onda       | In onda |
| Nº | Titolo italiano (traduzione letterale) Giapponese 「Kanji」 - Rōmaji                                           | Giapponese    |         |
| 1  | Di Gi Charat Christmas Special 「デ・ジ・キャラット クリスマススペシャル」 - Dejikyaratto Kurisumasu Supesharu | dicembre 2000 |         |

## Di Gi Charat Ohanami Special
Serie del 2001 prodotta in 4 episodi di 12 minuti ciascuno.
| Nº | Titolo italiano (traduzione letterale) Giapponese 「Kanji」 - Rōmaji                      | In onda    | In onda |
| Nº | Titolo italiano (traduzione letterale) Giapponese 「Kanji」 - Rōmaji                      | Giapponese |         |
| 1  | Il male si insedia 「スミツクアク」 - Sumitsukuaka                                        | 2001       |         |
| 2  | Ciliegio, ciliegio 「さくら さくら」 - Sakura sakura                                      | 2001       |         |
| 3  | Il fratellone dai capelli lunghi, nyu 「毛長おにいさんにゅ」 - Ke naga oniisan nyu        | 2001       |         |
| 4  | Non chiamatemi Rabi-En-Rose 「ラビアンローズと呼ばないで」 - Rabi-En-Rose to yobidanai de | 2001       |         |

## Di Gi Charat Natsuyasumi Special
Serie del 2001 prodotta in 4 episodi di 11 minuti ciascuno, trasmessi a due a due il 2 e 3 agosto 2001.
| Nº | Titolo italiano (traduzione letterale) Giapponese 「Kanji」 - Rōmaji            | In onda       | In onda |
| Nº | Titolo italiano (traduzione letterale) Giapponese 「Kanji」 - Rōmaji            | Giapponese    |         |
| 1  | Dejiko in America 1 「アメリカでじこ１」 - Amerika Dejiko 1                     | 2 agosto 2001 |         |
| 2  | Dejiko in America 2 「でじこアメリカ２」 - Dejiko amerika 2                     | 2 agosto 2001 |         |
| 3  | Il debutto di Depurapyogebou 「デプラピョゲ坊 デビュー」 - Depurapyogebou debyu | 3 agosto 2001 |         |
| 4  | Non c'è nessuno, nyo? 「誰もいないのかにょ？」 - Dare mo inai no ka nyo?        | 3 agosto 2001 |         |

## Leave it to Piyoko
Serie del 2003 in 8 episodi.
| Nº | Giapponese 「Kanji」 - Rōmaji                       | In onda    | In onda |
| Nº | Giapponese 「Kanji」 - Rōmaji                       | Giapponese |         |
| 1  | 「ぴよこの星ぴょ」 - Piyoko no Boshi Pyo            | 2003       |         |
| 2  | 「地球を目指すぴょ」 - Chikyū o Mezasu Pyo          | 2003       |         |
| 3  | 「ぴよこが来たぴょ」 - Piyoko ga Kita Pyo           | 2003       |         |
| 4  | 「あまえん坊ってダレぴょ?」 - Amaenbō tte dare Pyo? | 2003       |         |
| 5  | 「みんなでお絵かきぴょ」 - Minna de Oekaki Pyo      | 2003       |         |
| 6  | 「クウもお医者さんぴょ」 - Kū mo Oisha-san Pyo      | 2003       |         |
| 7  | 「あおあかみどりぴょ」 - Ao Aka Midori Pyo          | 2003       |         |
| 8  | 「でじこおねえちゃんぴょ」 - Dejiko Oneechan Pyo    | 2003       |         |

## Winter Garden
Due episodi di 24 minuti ciascuno del 2006 e trasmessi il 22 e 23 dicembre 2006.
| Nº | Titolo italiano (traduzione letterale) | In onda          | In onda |
| Nº | Titolo italiano (traduzione letterale) | Giapponese       |         |
| 1  | Prima parte                            | 22 dicembre 2006 |         |
| 2  | Seconda parte                          | 23 dicembre 2006 |         |